# Władysław Zieliński
Władysław Zieliński (* 24. Juli 1935 in Warschau) ist ein ehemaliger polnischer Kanute.

## Erfolge
Władysław Zieliński nahm an drei Olympischen Spielen teil. Bei seinem Olympiadebüt 1960 in Rom ging er in zwei Wettbewerben an den Start. Im Einer-Kajak belegte er mit der 4-mal-500-Meter-Staffel zunächst im Vorlauf den vierten Rang, ehe sie dank zweiter Plätze im Hoffnungs- und im Halbfinallauf das Finale erreichte. Als Vierte verpassten sie dort schließlich knapp einen Medaillengewinn. Mit Stefan Kapłaniak startete er im Zweier-Kajak auf der 1000-Meter-Strecke und zog mit ihm nach Rang drei im Vorlauf und einem Sieg im Halbfinallauf auch in diesen Endlauf ein. In diesem überquerten sie nach 3:37,34 Minuten hinter den siegreichen Schweden Gert Fredriksson und Sven-Olov Sjödelius sowie György Mészáros und András Szente aus Ungarn als Dritte die Ziellinie und gewannen die Bronzemedaille.
Vier Jahre darauf in Tokio trat Zieliński lediglich nochmals mit Stefan Kapłaniak über 1000 Meter an. Über den Hoffnungslauf erreichten sie das Halbfinale, schieden dort aber nach einem vierten Platz in ihrem Lauf aus. Bei den Olympischen Spielen 1968 in Mexiko-Stadt gehörte Zieliński zum polnischen Aufgebot im Vierer-Kajak über 1000 Meter. Nach dritten Plätzen im Vorlauf und im Halbfinale schlossen sie den Endlauf auf dem achten Platz ab.
Bereits 1958 wurde Zieliński in Prag mit Stefan Kapłaniak im Zweier-Kajak über 500 Meter Weltmeister. Ein Jahr später gewann er mit der 4-mal-500-Meter-Staffel im Einer-Kajak in Duisburg ebenso die Bronzemedaille bei den Europameisterschaften wie auch im Zweier-Kajak über 500 Meter mit Ivan Zieliński. Mit Kapłaniak folgte 1961 in Posen der Gewinn der Silbermedaille in derselben Disziplin.
In seiner Karriere gewann Zieliński insgesamt 33 Landesmeisterschaften in unterschiedlichen Klassen. Für seine Verdienste um den Kanusport erhielt er das Ritterkreuz des Ordens Polonia Restituta.